# Municipio de Galeana (Chihuahua)
El municipio de Galeana es uno de los 67 municipios en que se divide el estado mexicano de Chihuahua. Su cabecera es el poblado de Galeana.

## Geografía
El municipio de Galeana se localiza en la zona noroeste del estado de Chihuahua, en una región fundamentalmente desértica, tiene una extensión total de 1 529 kilómetros cuadrados y una altitud promedio de 1 430 metros sobre el nivel del mar; limita al norte con el municipio de Nuevo Casas Grandes, al este y sureste con el municipio de Buenaventura, al sur con el municipio de Ignacio Zaragoza y al oeste con el municipio de Casas Grandes.

### Orografía e hidrografía
Galeana se encuentra en el extremo oeste de la Altiplanicie Mexicana que forma la mayor parte del estado de Chihuahua y como toda la altiplanicie es mayormente plana pero atravesada por diversas serranías que lo recorren en sentido norte sur, estas sierras son escarpadas pero no muy elevadas y reciben los nombre locales de San Joaquín, Angostura, La Escondida y El Tecolote, siendo las principales elevaciones los cerros del Gato y Malpaís.
La principal corriente del municipio es el río Santa María que lo recorre en sentido sur a norte, procediendo del municipio de Buenaventura y regresando a él por el extremo noreste del municipio, el río Santa María es uno de los ríos de vertiente interior, que desaguan en cuencas cerradas que caracterizan al norte de México, formando lagunas que permanecen secas la mayor parte del año debido al clima extremoso; por lo que todo el territorio pertenece a la Región hidrológica Cuencas Cerradas del Norte y a dos cuencas, el extremo este a la Cuenca del río Santa María y el resto del territorio a la Cuenca del río Casas Grandes.

### Clima y ecosistemas
En Galeana se registran tres tipos de climas en el sentido en que el territorio avanza desde el desierto en el noreste, hasta las primeras estribaciones de la Sierra Madre Occidental hacia el suroeste, cerca de la mitad del territorio hacia el este tiene un clima Muy seco templado, en sentido suroeste sigue una franja con clima Seco templado y finalmente el extremo suroeste se encuentra el clima Semiseco templado; la temperatura media anual de la mitad este del municipio es 16 a 18 °C, y en el suroeste es de 14 a 16 °C, finalmente un muy pequeño sector del sur del municipio registra un promedio de 10 a 14 °C; la precipitación promedio anual es de la más bajas del estado de Chihuahua, debido a lo árido de la zona, el este registra un promedio de 200 a 300 mm, hacia el centro del municipio es de 300 a 400 mm y finalmente al suroeste es de 400 a 500 mm.
La flora del municipio es variada según la altitud de la zona en que se localice, la mayor parte de la zona central y este del territorio se encuentra cubierta por pastizal, donde se encuentra yuca, agave, palma, mezquite, biznaga y gobernadora, parte de esta zona, hacia el suroeste se ha dedicado a la agricultura gracias a la construcción de la Presa Adolfo López Mateos en el río Santa María, así como gran parte de los pastizales sostienen actividades ganaderas, en el extremo suroeste, la más elevada, se encuentra bosque, como especies como pino y encino; entre las principales especies animales encontramos oso, paloma, conejo, liebre, gato montés y coyote.

## Demografía
Según el Conteo de Población y Vivienda de 2020 realizado por el Instituto Nacional de Estadística y Geografía, la población del municipio de Galeana es de 6 656 habitantes, de los cuales 49.6% son hombres y 50.4% son mujeres; por lo que el porcentaje de población masculina es del 50.4%, la tasa de crecimiento poblacional anual de 2000 a 2005 ha sido del -0.5%, la población menor de 15 años de edad representa el 35.1% de los habitantes, mientras que entre 15 y 64 años de edad se encuentra el 58.8%, no existen en todo el municipio localidades que superen los 2,500 habitantes, por lo que son consideradas totalmente rurales, finalmente, el 1.7% de la población es hablante de alguna lengua indígena.
| Evolución demográfica del municipio de Galeana |       |       |       |       |       |
| 1980                                           | 1990  | 1995  | 2000  | 2005  | 2010  |
| 3,184                                          | 3,130 | 3,649 | 3,763 | 3,774 | 5,892 |

### Localidades
En el censo de 2020 el municipio de Galeana contaba con 43 localidades.
| Código INEGI      | Localidad          | Población (2020) |
| ----------------- | ------------------ | ---------------- |
| 080230037         | Abdenago C. García | 2 504            |
| 080230005         | Colonia Le Barón   | 2 353            |
| 080230001         | Galeana            | 1 011            |
| Otras localidades | Otras localidades  | 788              |
| Total municipal   | Total municipal    | 6 656            |

## Política
El municipio de Galeana fue creado el día 21 de septiembre de 1829 por del Decreto N.º 24 del Congreso de Chihuahua, posteriormente fue suprimido como tal el 20 de noviembre de 1893 e incorporado al municipio de Buenaventura, sin embargo, el 23 de noviembre de 1895 fue reinstalado como municipio, pero fue nuevamente suprimido e incorporado a Buenaventura el 18 de julio de 1931 y vuelto a reinstalar el 19 de marzo de 1932; permaneciendo desde entonces con el carácter de municipio.
El gobierno del municipio le corresponde al Ayuntamiento que es electo por un periodo de tras años no reelegibles para el periodo inmediato, mediante el voto universal, directo y secreto, lo conformar el presidente municipal, el Síndico y el cabildo formado por seis regidores, cuatro electos por mayoría relativa y dos por el principio de representación proporcional; el presidente municipal y los regidores son electos mediante una planilla conjunta, mientras que el síndico es designado en su propia elección uninominal; todos entran a ejercer su cargo el día 10 de octubre del año de su elección.

### División administrativa
Galeana se encuentra dividido en 3 secciones municipales, localizadas en Angostura, Colonia Le Barón y Abdenago C. García, los presidentes seccionales son electos mediante plebiscito para el mismo periodo de tres años del ayuntamiento.

### Representación legislativa
Para la elección de Diputados al Congreso de Chihuahua y al Congreso de la Unión, el municipio de Galeana se encuentra integrado de la siguiente manera:
Local:
- Distrito electoral local 1 de Chihuahua con cabecera en Nuevo Casas Grandes.

Federal
- Distrito electoral federal 2 de Chihuahua con cabecera en Ciudad Juárez.[19]

### Presidentes municipales
- (1989 - 1992): Tachiquín Arreola O.
- (1992 - 1995): Narciso Favela S.
- (1995 - 1998): Tachiquín Arreola O.
- (1998 - 2001): Leopoldo Polanco S.
- (2001 - 2004): Clarence Lamar Jones Stubbs
- (2004 - 2007): Francisco Gutiérrez Salas
- (2007 - 2010): Vern Ariel Ray Angel
- (2010 - 2011): Ever Uvaldo García Rodríguez
- (2011 - 2013): Basilio Sabata Salaices
- (2013 - 2016): Héctor Alan Arreola Lozano
- (2016 - 2018): Enrique Lujan Álvarez
- (2018 - 2021): Aamon Dayer Lebaron Tracy